# 1878年柏林條約
《柏林条约》是柏林会议（1878年6月13日－7月13日）的最终议定书。根据条约，与会国英国、法兰西第三共和国、俄罗斯帝国、德意志帝国、奥匈帝国、意大利王国与奥斯曼帝国修改了该年3月3日签署的《聖斯泰法諾條約》。

## 条款
《柏林条约》确认原属鄂圖曼帝国的罗马尼亚、塞尔维亚、蒙特內哥羅独立；而保加利亚则获得自治权，但仍然由土耳其擁有统治權和宗主權，保加利亚部份被一分為二，北部成立保加利亞大公國；南部則設置东鲁米利亚自治省，彻底破坏了俄国当初的“大保加利亚”计划。鄂圖曼的波斯尼亚-赫塞哥維納与桑扎克（Sanjak of Novi Pazar）由奥匈帝国占领和治理，但仍然属于土耳其。

## 影响
罗马尼亚、塞尔维亚、黑山等巴尔干国家先后在1881年、1882年及1910年獨立並建立自己的王国；保加利亚在1885年与东鲁米利亞合并，并在1908年获得独立；奥匈则在同年吞并波黑两省，触发了波斯尼亚危机。
俄国在俄土战争付出的代价甚巨，但最后她的“大保加利亚”计划失败；相反，负责调停的德国却间接让奥匈坐收渔人之利，轻易夺得管理波斯尼亚-黑塞哥维那的权利，故此令德、奥、俄三国结下的三帝同盟崩溃。俾斯麦一方面以德奥同盟拉拢奥国，又在另一边厢以第二次三帝同盟企图让俄国回心转意。这令他的同盟制度更形复杂，也令俄国与德奥的关系愈来愈紧张，導致日後的法俄同盟和德奧意三國同盟。
《柏林条约》在往后的数十年构成很多问题。西欧列强尝试力挽衰弱的奥斯曼帝国于既倒，却因此引起巴尔干半岛的种种纷争——仍然有大量基督教人口由回教的奥斯曼帝国统治。巴尔干人民继续争取自由，于是造成战争与国际危机。
条约其中一大败笔，就是未能确立希腊与奥斯曼帝国的边界。当时而言，这是不可能的事，故此双方在会后才开始谈判，并在1881年定下了初步、不全面的协议。但她们在随后十数年继续陷入纷争。